# Schupperterbach
Der Schupperterbach, auch Falleterbach, ist ein 2,4 km langer, rechter Zufluss der Riveris auf der Gemarkung von Waldrach im rheinland-pfälzischen Landkreis Trier-Saarburg. Er hat ein Einzugsgebiet von 1,648 km².

## Geographie

### Verlauf
Der Schupperterbach entspringt auf einer Höhe von etwa 365 m ü. NHN am Läusberg östlich von Waldrach.
Er fließt durch den Distrikt Rauls und am Scheider Berg vorbei.
Er passiert die Flure In Schuppert und In Fallet, fließt am Zollweg vorbei und unterquert die Hermeskeiler Straße (Landesstraße 149).
Er mündet am südlichen Ortsrand von Waldrach unterhalb der Schmelzmühle auf einer Höhe von etwa 165 m ü. NHN von rechts in die Riveris.
Der etwa 2,4 km lange Lauf des Schupperterbachs endet ungefähr 200 Höhenmeter unterhalb seiner Quelle, er hat somit ein mittleres Sohlgefälle von circa 83 ‰.

### Einzugsgebiet
Das 1,648 km² große Einzugsgebiet des Schupperterbachs liegt im Ruwer-Hunsrück und wird durch ihn  über die Riveris, die Ruwer, die Mosel und den Rhein zur Nordsee entwässert.
Es grenzt
- im Nordosten an das des Schraubelsbachs, der über den Nossernbach und den Feller Bach in die Mosel entwässert
- im Osten an das des Rilpesbachs, der in den Nossernbach mündet
- im Südosten an das des Rotelbachs, der über den Bausbach in die Riveris entwässert
- im Süden an das der Riveris selbst
- und im Norden an das des Ruwerzuflusses Mörtschelbach.

Die höchste Erhebung ist der Läusberg mit etwa 425,1 m ü. NHN im Osten des Einzugsgebiets.